# Lathromeris koreanica
Lathromeris koreanica is een vliesvleugelig insect uit de familie Trichogrammatidae. De wetenschappelijke naam is voor het eerst geldig gepubliceerd in 2007 door Hu, Lin & Kim.